# Andenes
Andenes este o localitate din comuna Andøy, provincia Nordland, Norvegia, cu o suprafață de 1,73 km² și o populație de 2.694 locuitori (2013).